# 昭島市立拝島中学校
昭島市立拝島中学校（あきしましりつ はいじまちゅうがっこう）は、東京都昭島市緑町二丁目にある公立中学校。

## 沿革
- 1947年5月10日 - 東京都北多摩郡拝島村立拝島中学校として開校
- 1949年5月5日 - PTAが発足
- 1954年5月1日 - 昭島市立拝島中学校に改称
- 1978年4月1日 - 昭島市立多摩辺中学校設立のため学区変更
- 2024年8月1日 - 新町名「代官山」設定により学区変更[1]

## 通学区域
- 美堀町一丁目から五丁目まで（一丁目1番から12番までを除く）
- 松原町一丁目1番、6番、11番から13番まで、19番、23番から26番まで
- 松原町二丁目から五丁目まで
- 田中町一丁目2番から22番まで、一丁目29番から36番まで
- 緑町一丁目から五丁目まで
- 代官山一丁目、二丁目6番から10番まで、三丁目

## 教育目標
- 勉学
- 敬愛
- 至誠
- 健康

## 校歌
- 作詞: 勝承夫
- 作曲: 下総皖一

## 部活動

### 運動部
- バレーボール部
- バスケットボール部（男・女）
- 野球部
- 軟式テニス部
- サッカー部
- 陸上競技部
- 剣道部
- バドミントン部
- 柔道部

### 文化部
- イラスト部
- 合唱部
- 美術部
- 吹奏楽部
- 古典学習部
- 環境科学部

## 生徒会

### 活動方針
- きまりや約束を守り、周りから信頼される人になる。
- 一人一人を認め合い、大切にする。
- ボランティア活動や環境美化に積極的に取り組む。

### 活動目標
- 学校のことを第一に考え、全力で仕事に取り組む。
- 日々の礼儀・挨拶などの態度を見直し、けじめをつけて行動する。

### 活動理念
1. 決まりや約束事を守り、周りから信頼される人になる。
2. 一人一人を認め合い、大切にする。
3. ボランティア活動や環境美化に積極的に取り組む。

### 内部組織
- 中央委員会
- 学級委員会
- 生活委員会
- 放送委員会
- 図書委員会
- 保健委員会
- 環境園芸委員会
- 給食委員会
- 体育委員会